# Пятчино (Ленинградская область)
Пя́тчино — деревня в Нежновском сельском поселении Кингисеппского района Ленинградской области.

## История
На карте Ингерманландии А. И. Бергенгейма, составленной по шведским материалам 1676 года, она обозначена как деревня Wenkyläby.
На шведской «Генеральной карте провинции Ингерманландии» 1704 года — как Wäenkÿla.
Как деревня Вянкила она обозначена на «Географическом чертеже Ижорской земли» Адриана Шонбека 1705 года.
Деревня являлась вотчиной императора Александра I из которой в 1806—1807 годах были выставлены ратники Императорского батальона милиции.
На карте Санкт-Петербургской губернии Ф. Ф. Шуберта 1834 года обозначена деревня Пятчина.

ПЯТЧИНА — деревня принадлежит ведомству Ораниенбаумского дворцового правления, число жителей по ревизии: 46 м. п., 51 ж. п. (1838 год)

В пояснительном тексте к этнографической карте Санкт-Петербургской губернии П. И. Кёппена 1849 года она записана как деревня Pätzinä (Пятчино) и указано количество её жителей на 1848 год: ижоры — 40 м. п., 53 ж. п., всего 93 человека, которые относились к православному Сойкинскому Николаевскому приходу.
Деревня Пятчина упомянута на карте профессора С. С. Куторги 1852 года.

ПЯТЧИНА — деревня Ораниенбаумского дворцового правления, 10 вёрст по почтовой, а остальное по просёлкам, число дворов — 11, число душ — 37 м. п. (1856 год)

ПЯТЧИНО — деревня, число жителей по X-ой ревизии 1857 года: 43 м. п., 41 ж. п., всего 84 чел.

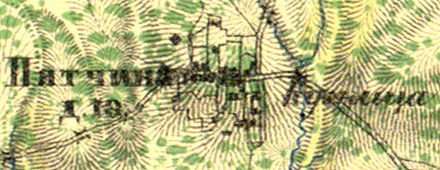
Деревня Пятчино на карте 1860 года

Согласно «Топографической карте частей Санкт-Петербургской и Выборгской губерний» в 1860 году деревня называлась Пятчина и состояла из 19 крестьянских дворов, в деревне была кузница.

ПЯТЧИНА — деревня Дворцового ведомства при колодцах, число дворов — 10, число жителей: 46 м. п., 39 ж. п. (1862 год)

ПЯТЧИНО — деревня, по земской переписи 1882 года: семей — 20, в них 48 м. п., 50 ж. п., всего 98 чел.

ПЯТЧИНО — деревня, число хозяйств по земской переписи 1899 года — 18, число жителей: 49 м. п., 60 ж. п., всего 109 чел.;
 разряд крестьян: бывшие удельные; народность: русская — 11 чел., финская — 98 чел.

В конце XIX — начале XX века деревня административно относилась к Стремленской волости 2-го стана Ямбургского уезда Санкт-Петербургской губернии. Население деревни было смешанным — ижорско-русским.
По данным «Памятной книжки Санкт-Петербургской губернии» за 1905 год крестьянин деревни Пятчино Василий Васильев владел мызой Райково площадью 287 десятин.
Согласно данным переписи населения СССР 1926 года в деревне Пятчино Пятчинского сельсовета Сойкинской волости Кингисеппского уезда проживали 82 человека, все ижоры.

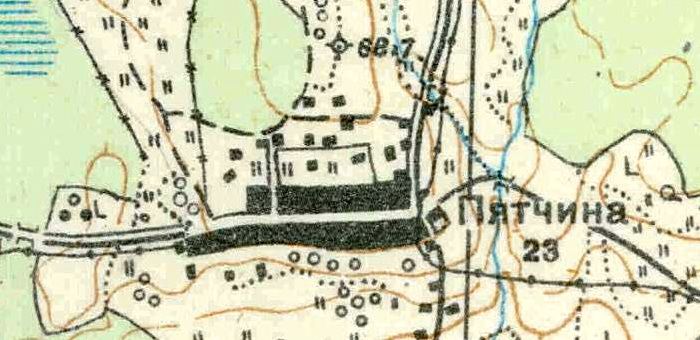
План деревни Пятчино. 1930 год

Согласно топографической карте 1930 года деревня называлась Пятчина и насчитывала 23 двора.
По данным 1933 года деревня Пятчино входила в состав Стемленского сельсовета Кингисеппского района.
По данным 1966, 1973 и 1990 годов деревня Пятчино входила в состав Нежновского сельсовета.
В 1997 году в деревне Пятчино проживали 2 человека, в 2002 году — 10 человек (все русские), в 2007 году — 5.

## География
Деревня расположена в северо-восточной части района на автодороге 41К-018 (Копорье — Ручьи), к востоку от места примыкания к ней автодороги 41К-589 (Пятчино — Пейпия).
Расстояние до административного центра поселения — 7 км.
Расстояние до ближайшей железнодорожной станции Котлы — 19,5 км.

## Демография
| 1862 | 2007 | 2010 | 2017 |
| ---- | ---- | ---- | ---- |
| 85   | ↘5   | ↗10  | ↘2   |

### Национальный состав
Согласно данным Всероссийской переписи населения 2021 года в деревне проживали 48 человек, из них:
 русские — 46, молдаване — 1, украинцы — 1 человек.